# Javornická brázda
Javornická brázda je geomorfologická část podcelku Nízké Javorníky v pohoří Javorníky. Rozprostírá se ve střední části pohoří a zabírá pás od Púchova po Kysucké Nové Město.

## Polohopis
Území se nachází ve střední části pohoří Javorníky a zabírá pás téměř po celé jeho délce. Leží v severozápadní části podcelku Nízké Javorníky a lemuje jeho severní okraj od Dohnian v údolí Bielej vody, po údolí Kysuce při Kysuckém Novém Městě. Mezi významné sídla v této oblasti patří Dolná Mariková, Papradno, Štiavnik, Kolárovice, Veľké Rovné, Dlouhé Pole a Nesluša.
Javornicka brázda sousedí zejména s geomorfologickými částmi Javorníků, konkrétně na severu Lazianska vrchovina, Javornickou a Rakovskou hornatinou (vše části Vysokých Javorníků), na východě Ochotnickou vrchovinou a Kysuckou kotlinou, na jihovýchodě leží Rovnianska a Púchovská vrchovina, patřící  do podcelku Nízke Javorníky. Západní okraj sousedí s Vršatským predhorím (část Vršatských bradel), Hladkými vrchy (část Kobylináča) a malou částí i s podcelkem Kýčerská hornatina (vše součásti Bílých Karpat).
Centrální část Javorníků patří do povodí Váhu a právě přítoky této řeky odvodňují toto rozsáhlé území. Mezi nejvýznamnější patří Biela voda, Marikovský Potok, Papradnianka, Štiavnik, Petrovický, Rovnianka, Dlhopoľka a Neslušanka. Údolími řek a potoků vedou cesty, obsluhující zde ležící sídla, mnohé napojené na silnici II / 507 ( Púchov – Bytča – Žilina). Západním okrajem vede silnice I / 49 z Púchova na Moravu, z Bytče vede stejně na Moravu silnice I / 10 a východním okrajem i silnice I / 11 do Čadce . Mezi regionální významné lze zařadit i silnici II / 541 přes Veľké Rovné. Západním okrajem vede důležitá železniční trať Púchov – Horní Lideč, východním okrajem zase trať Žilina – Ostrava.

## Chráněná území
Tato část pohoří leží na jižní hranici Chráněné krajinné oblasti Kysuce. Do chráněné oblasti zasahuje malá část centrální oblasti Javornické brázdy v okolí Velkého Rovného a Kolárovic. Zvláště chráněné oblasti se v této části Javorníků nenacházejí.

## Turismus
Střední část Javorníků je charakteristická brázdou s příčnými údolími, které střídají nevýrazné horské hřebeny. Údolí jsou poměrně hustě osídlené a celá oblast je typická lázmi. Z pohledu turismu jde o méně navštěvovanou oblast, která slouží jako východisko výstupů na vyšší, vyhlídkové vrchy. Okolí Velkého Rovného a Dlhého Pola je považováno za kolébku drátenictví na Slovensku, které zdejší mistři proslavili po celém světě.

### Turistické stezky
- po  modré značce:
  - z Nosíc přes Lázně Nimnica a vrch Holiš (533 m n. m.) do Horné Marikové
  - z Považské Bystrice sedlem Klapy na Malý Javorník ( 1 019 m n. m.)
  - z Budatín do Sedla pod Grapou (napojení na  Javornickou magistrálu)
  - z Nesluše na rázc. Pod Jakubovským vrchem (napojení na  Javornickou magistrálu)
  - z Kysuckého Nového Města na Vrchrieku (napojení na  Javornickou magistrálu)
- po  zelené značce:
  - ze Záriečie přes Hrebienok (759 m n. m.) do sedla Kýčera (napojení na  do Hornej Marikovej)
  - z Bytče přes Petrovice na rázc. Pod Čerenkou (napojení na  Javornickou magistrálu)
  - z Kolárovíc přes Velké Rovné do Dlhého Pole
  - z Nesluše přes Ochodnicu na Chotárny kopec (906 m n. m.) Napojení na  Javornickou magistrálu)
- po  žluté značce:
  - z Papradna na rázc. v sedle Chrcholínec (napojení na  na Malý Javorník)
  - z rázc. Bielovci přes Dlhé Pole, Divinu a Rudinskú na rázc. Mičekovci nad Neslušou (napojení na  na Vrchrieku) [2]